# Ordine di battaglia
Un ordine di battaglia (spesso abbreviato come ORBAT, OdB o OOB) è uno strumento che le organizzazioni governative di intelligence militare usano per listare e analizzare le unità militari nemiche. Nel quadro dell'Esercito degli Stati Uniti e delle forze della NATO, un ordine di battaglia deve riferire cosa un'unità alleata deve aspettarsi di trovare durante le operazioni sul campo. Gli ordini di battaglia analizzano le unità, il personale e l'equipaggiamento nemico.
La pratica statunitense prevede che la stesura di un ordine di battaglia inizi sempre con una lista ben precisa:
- composizione: la struttura di comando e l'organizzazione di quartier generali e sottounità;
- disposizione: localizzazione geografica dello schieramento nemico;
- quantificazione delle unità;
- addestramento;
- tattiche usate dall'unità nemica;
- logistica: per quali vie l'unità ottiene i rifornimenti;
- combat effectiveness: la prontezza dell'unità al combattimento;
- dati tecnici elettronici: tutto quello di cui l'unità dispone come contromisure elettroniche e cosa è risultato da una scansione elettronica dell'area dove essa è situata;
- miscellanea (se disponibili):
  - personalità degli elementi nell'unità;
  - storia dell'unità;
  - uniformi e insegne.

La raccolta dei dati dell'ordine di battaglia è responsabilità del comandante dell'unità alleata, attraverso (sempre nell'esperienza della US Army) l'ufficiale G-2/J-2 [ufficiale del servizio intelligence, in servizio rispettivamente al reggimento o al battaglione). Si presume che ogni forza armata mantenga un ufficio apposito nelle istituzioni di intelligence militare, come sezione adibita agli ordine di battaglia.
L'intelligence militare americana - l'unica che abbia in qualche modo divulgato il proprio modus operandi quanto alla raccolta e alla diffusione dei dati delle unità nemiche - stabilisce come procedura ordinaria che ogni unità segua le sottounità nemiche scendendo di due ordini di grandezza: quindi una divisione monitorerà le azioni di ogni battaglione nemico, una brigata monitorerà le compagnie nemiche, e un battaglione controllerà i plotoni nemici. Il primo ad adottare questa filosofia fu il generale George Smith Patton.
Il termine "ordine di battaglia" è anche usato dagli storici e dai wargamers di tutto il mondo per listare l'organizzazione e la struttura delle unità in entrambi gli schieramenti prima di una battaglia.